# Prionotrichon
Prionotrichon é um género botânico pertencente à família Brassicaceae.